# National Soccer Hall of Fame

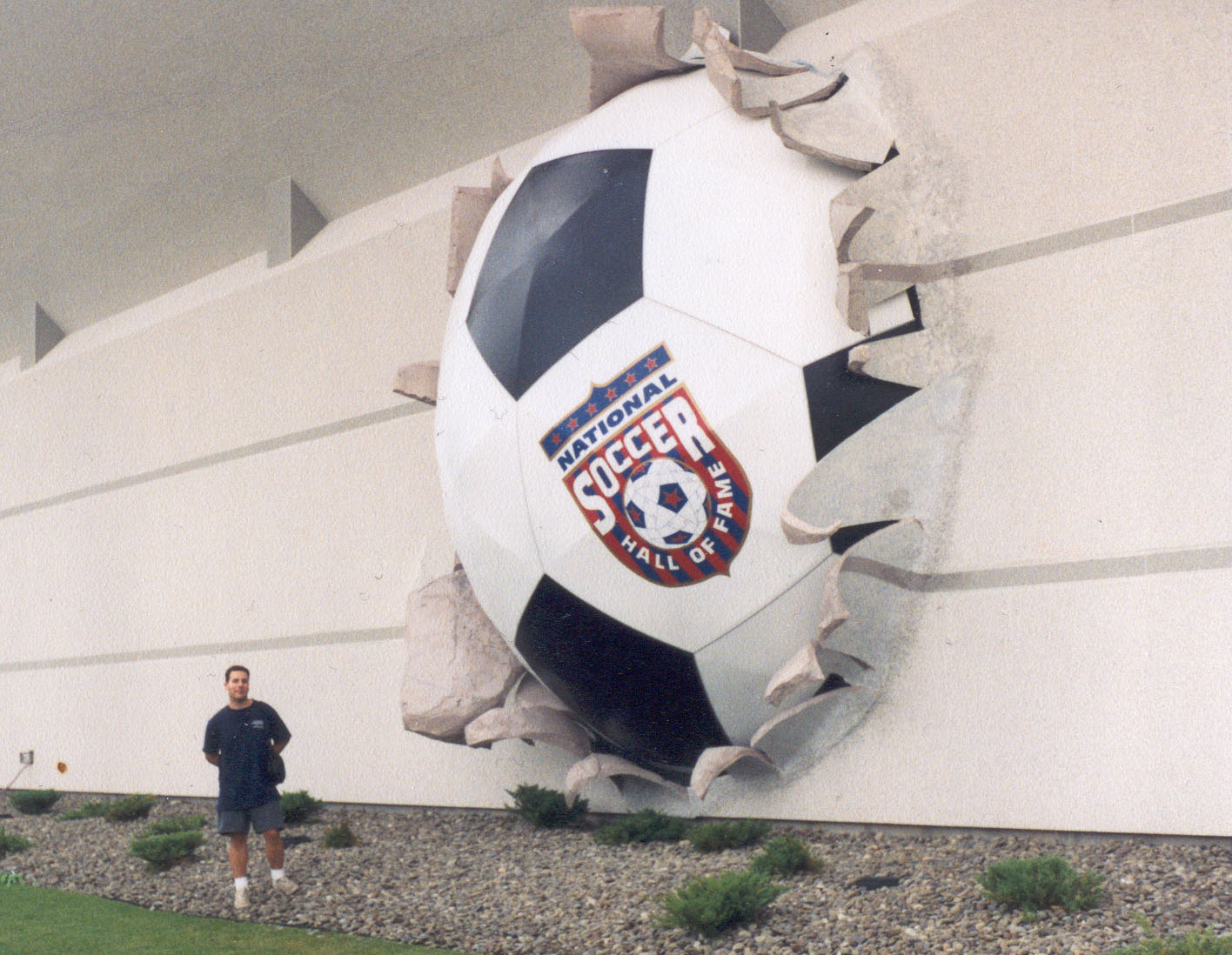
Außenwand des National Soccer Museum in Oneonta, NY

Die National Soccer Hall of Fame ist die Ruhmeshalle des US-amerikanischen Fußballs. In der 1950 initiierten und 1979 offiziell gegründeten Institution werden jährlich außergewöhnliche Spieler, Trainer und Funktionäre aufgenommen, die sich um die Entwicklung des US-amerikanischen Fußballs verdient gemacht haben. 

## Geschichte und Hintergrund
Bereits seit 1950 wurde auf privater Ebene von ehemaligen Profi- und Amateurspielern in Philadelphia eine Ruhmeshalle für den US-amerikanischen Fußball geführt, 1979 wurde diese mit dem Bau des National Soccer Museums in Oneonta, NY, institutionalisiert. 1983 erkannte der US-amerikanische Verband USSF die Einrichtung offiziell an. Nach finanziellen Problemen schloss die Ruhmeshalle 2010 ihre 1999 eingeweihten Museums-Gebäude inklusive des Archivs, das in der Folge auf verschiedene Orte verteilt wurde, und wird seither nur noch immateriell geführt. Die Durchführung der Wahlen zur Aufnahme und die Aufnahmezeremonien werden seither vom Verband durchgeführt.
Derzeit existieren drei Kategorien, in denen man Mitglied der National Soccer Hall of Fame werden kann: Spieler, Veteran und Funktionär. Zudem hat die Ruhmeshalle die Möglichkeit, Ehrenmedaillen für herausragende Persönlichkeiten zu vergeben.